# Pentanema ensifolium
 Enula assottigliata (nome scientifico  Pentanema ensifolium  (L.) D.Gut.Larr, Santos-Vicente, Anderb., E.Rico & M.M.Mart.Ort., 2018) è una specie di pianta angiosperma dicotiledone della famiglia delle Asteraceae (sottofamiglia Asteroideae, tribù Inuleae e sottotribù Inulinae).

## Etimologia
Il nome del genere deriva da due parole greche "penta" (= cinque) e "nema" (= simile ad un filo). L'epiteto specifico (ensifolium) significa "con foglie a forma di spada" e deriva da due parole latine "ensi" (= una spada) e "folium" (= foglia).
Il nome scientifico della specie è stato definito dai botanici Carl Linnaeus (1707-1778), David Gutiérrez-Larruscain, María Santos-Vicente, Arne A. Anderberg (1954-), Enrique Rico (1953-) e María Montserrat Martínez Ortega (1969-) nella pubblicazione " Taxon; Official News Bulletin of the International Society for Plant Taxonomy. Utrecht" (  Taxon 67(1): 159 (2018).) del 2018.

## Descrizione

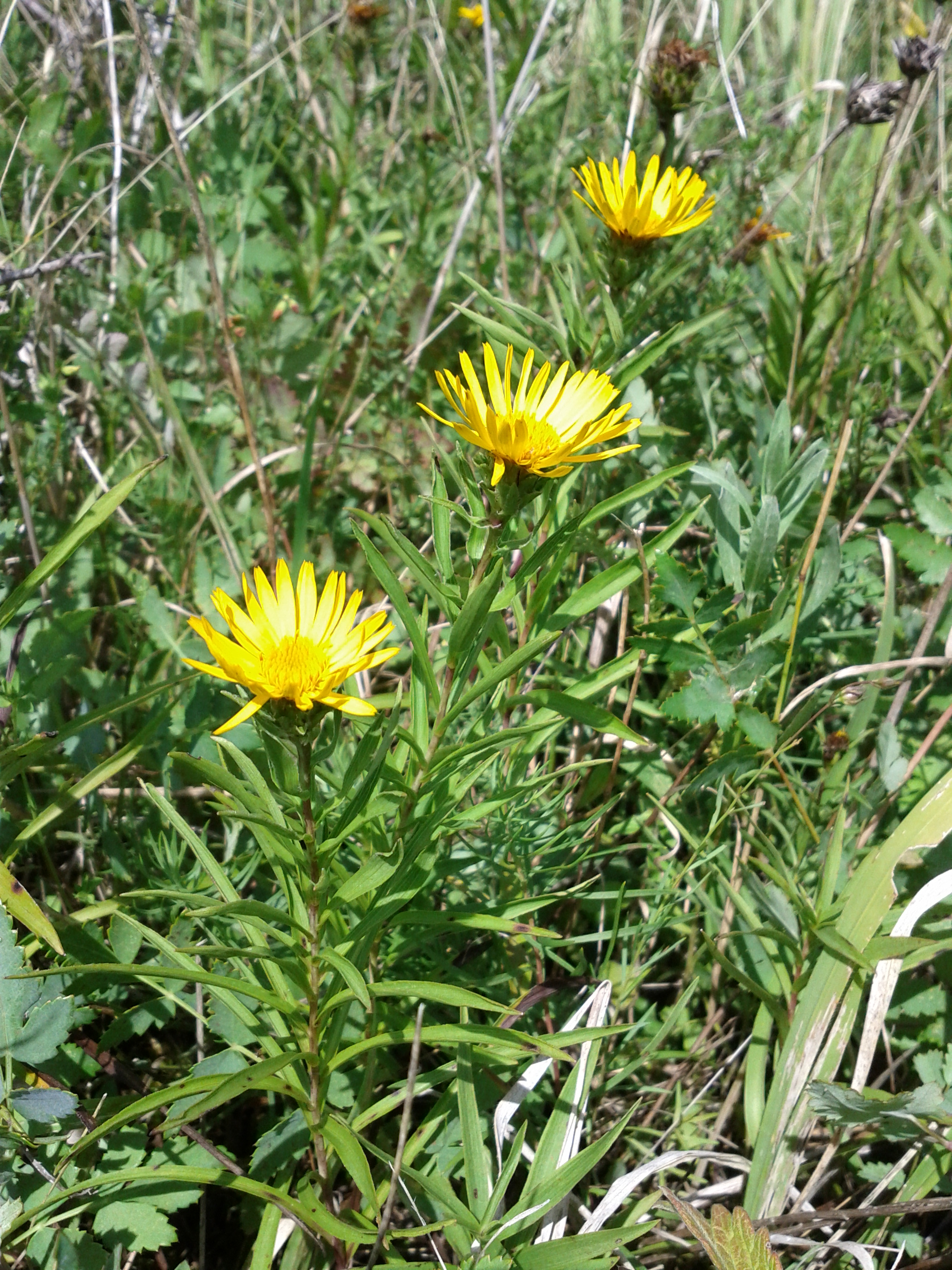
Il portamento

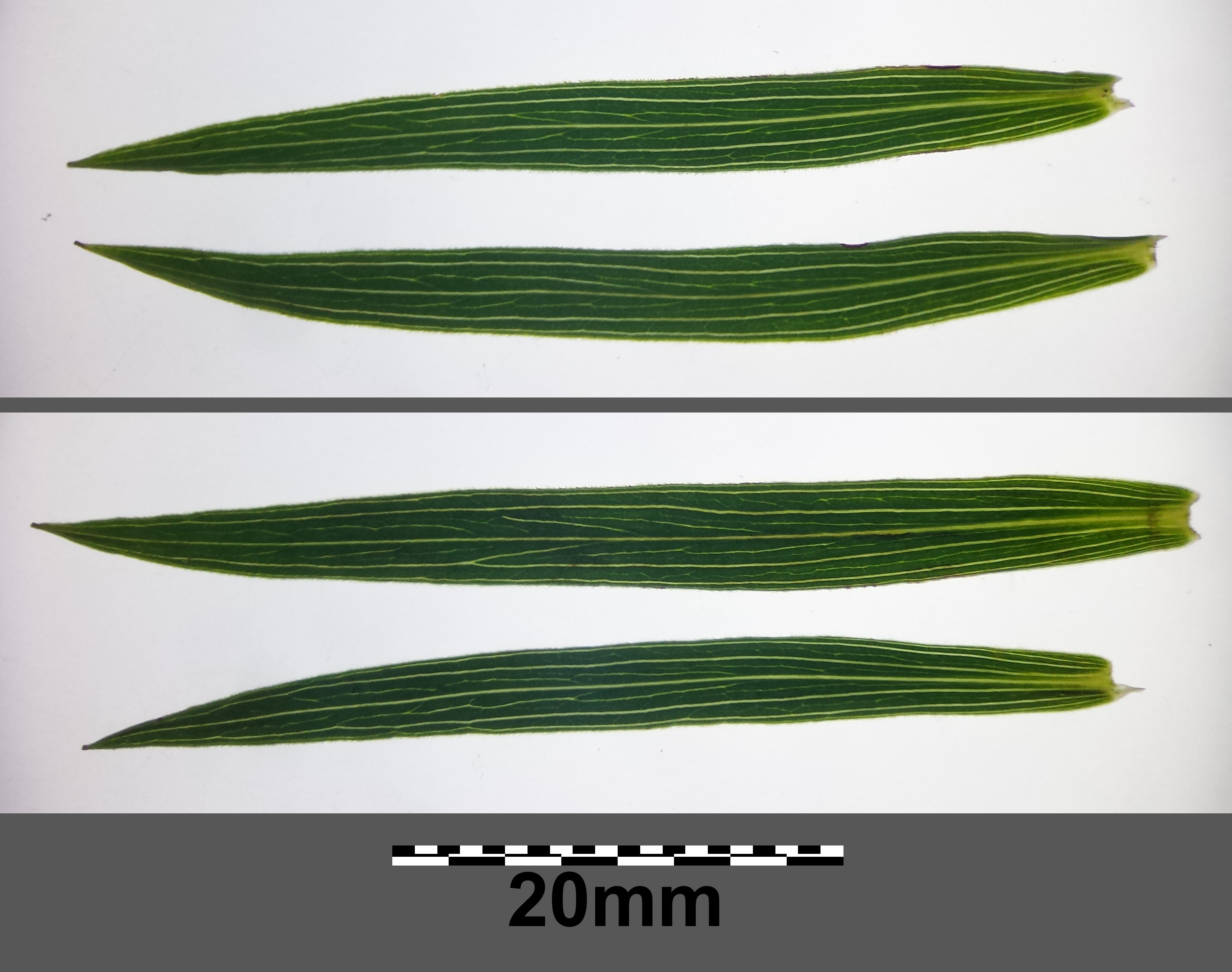
Le foglie

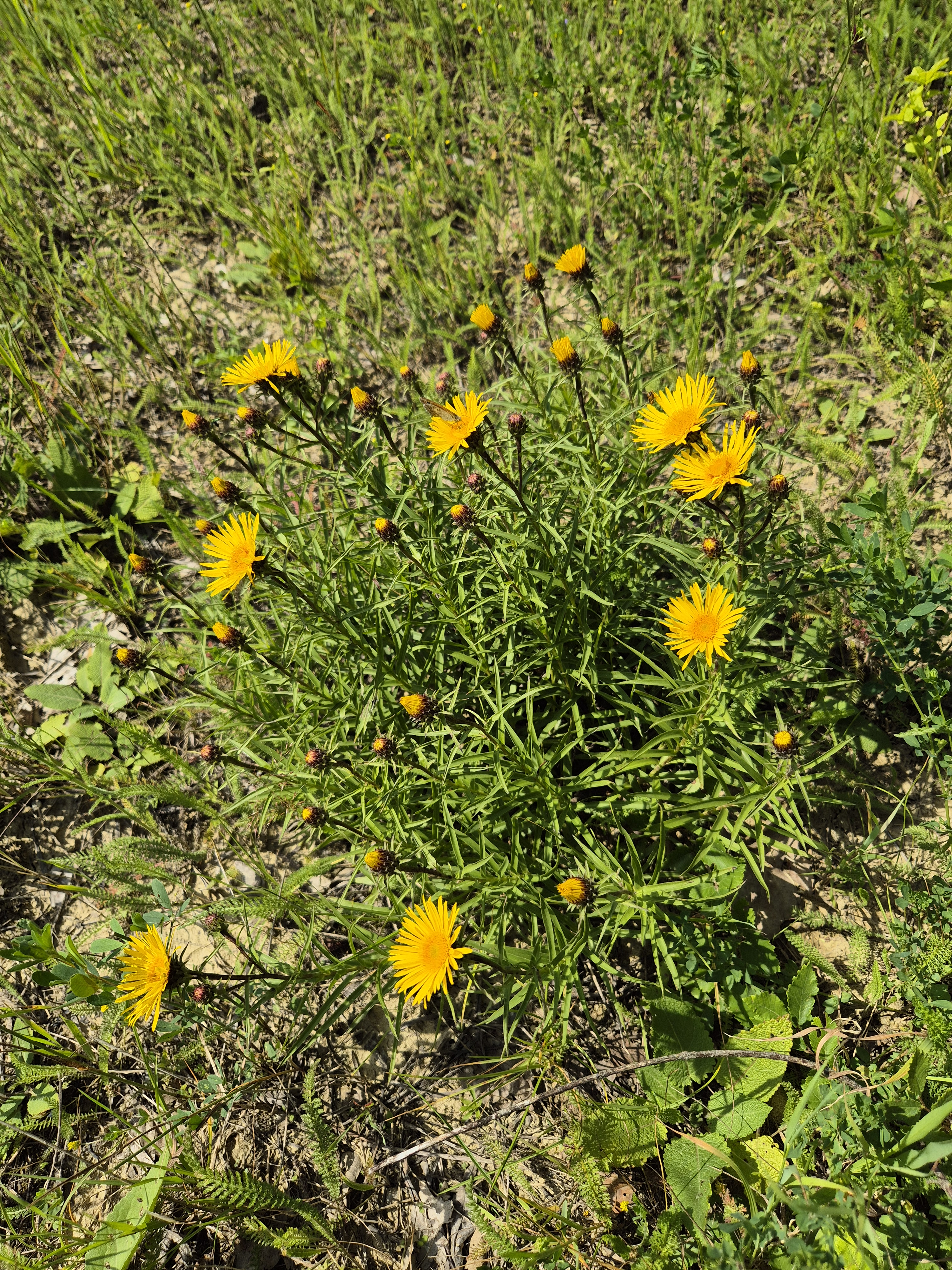
Infiorescenza

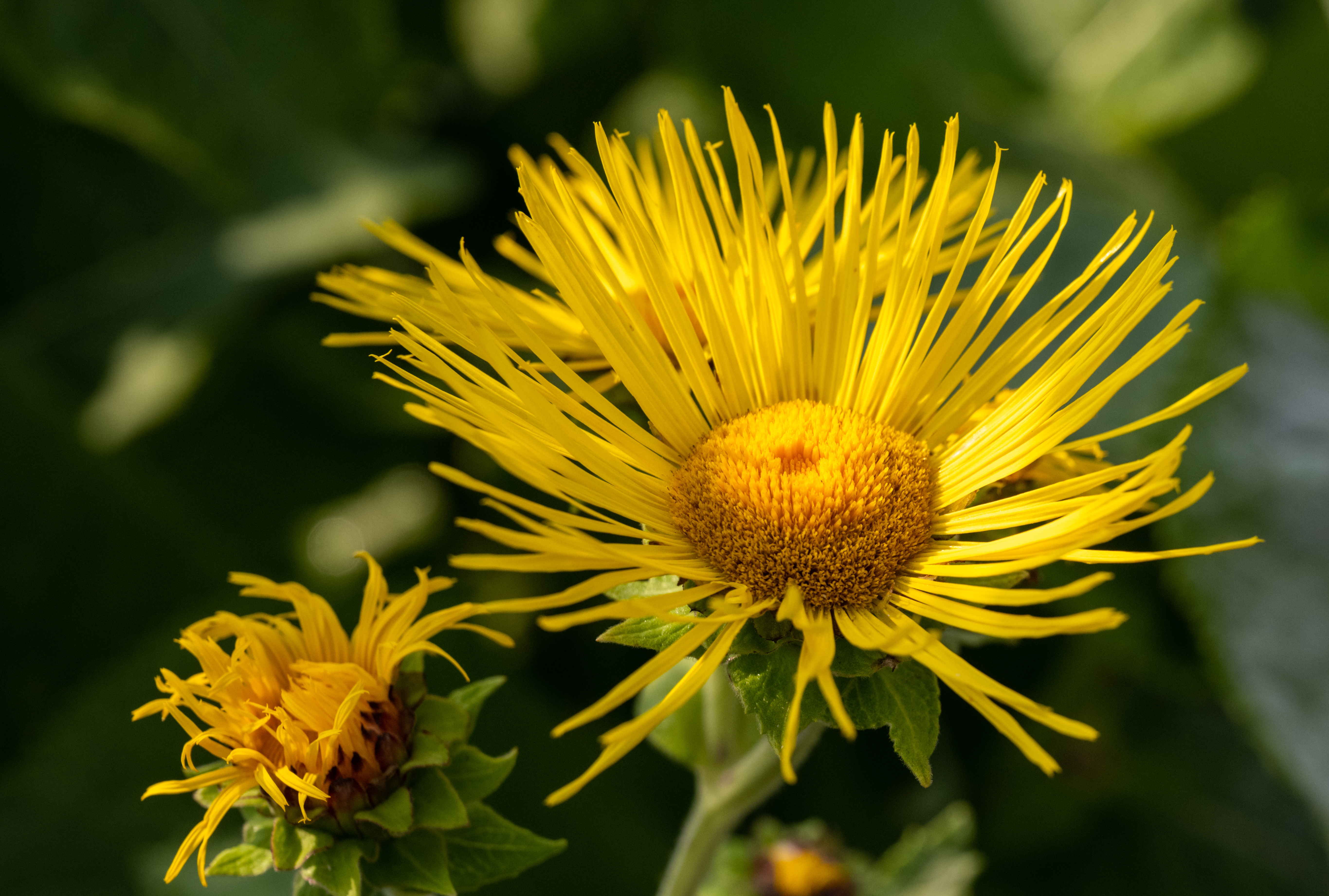
I fiori

Portamento. La specie di questo voce è una erbacea con un ciclo biologico annuale o perenne senza canali resinosi. La forma biologica della specie è emicriptofita scaposa (H scap); ossia sono piante perennanti (a volte anche bienni) con gemme poste al livello del suolo con fusto allungato e mediamente foglioso.
Fusto. La parte sotterranea del fusto consiste prevalentemente in rizomi legnosi e striscianti. Generalmente il floema è privo di strati fibrosi; inoltre sono assenti i tessuti latticiferi. I fusti sono eretti, pubescenti e verdi. Altezza media: 1-3 dm.
Foglie. Le foglie lungo il caule sono disposte in modo alternato. La lamina è semplice, piatta con forme lineari-lesiniformi, apice acuto e con 3-5 nervature parallele. le foglie non sono abbraccianti. Dimensioni delle foglie: 3-6 x 40-100 mm.
Infiorescenza. Le infiorescenze sono formate da capolini sia solitari. I capolini sono di tipo radiato eterogamo. I capolini sono formati da un involucro composto da brattee disposte in modo embricato al cui interno un ricettacolo fa da base ai fiori ligulati periferici o fiori del raggio e ai fiori tubulosi quelli centrali o del disco. L'involucro ha forme emisferiche. Le brattee, lanceolate e ottuse, sono disposte generalmente su più righe; hanno consistenza erbacea o cartilaginea, ma senza margini ialini; gli stereomi non sono divisi. Il ricettacolo è liscio e senza pagliette (a protezione della base dei fiori). Dimensione dei capolini: 3-5 cm di diametro. Dimensione delle brattee: 2-3 x 8-10 mm. 
Fiori.  I fiori sono tetra-ciclici (formati cioè da 4 verticilli: calice – corolla – androceo – gineceo) e pentameri (calice e corolla formati da 5 elementi). Si distinguono in:
- fiori del raggio (esterni): sono da 20 a 25 e sono femminili e sono disposti su una o più serie; la forma è ligulata (zigomorfa); possono essere assenti o con forme tubulari;
- fiori del disco (centrali): sono più numerosi con forme brevemente tubulose (attinomorfe); sono ermafroditi e fertili.

- Formula fiorale:

*/x K {\displaystyle \infty }, [C (5), A (5)], G 2 (infero), achenio
- Calice: i sepali del calice sono ridotti ad una coroncina di squame.

- Corolla:

- fiori del raggio: la forma della corolla alla base è più o meno tubulosa-imbutiforme, mentre all'apice è ligulata o minutamente ligulata; la ligula può terminare con alcuni denti; il colore è giallo (sono aranciati nel secco); lunghezza delle ligule: 20-2 mm;
- fiori del disco: la forma è tubulare bruscamente divaricata in 4-5 brevi lobi; il colore è giallo intenso.

- Androceo: l'androceo è formato da 5 stami sorretti da filamenti generalmente liberi; gli stami sono connati e formano un manicotto circondante lo stilo; le teche (produttrici del polline) sono troncate e non sono speronate. La base delle antere può essere lunga o corta con code ramificate. Il tessuto dell'endotecio è a forma radiata. Le cellule del collare dei filamenti sono piatte o di tipo mammelloso.

- Gineceo: il gineceo ha un ovario uniloculare infero formato da due carpelli.[6] Lo stilo è unico e con due stigmi nella parte apicale. Gli stigmi spesso sono provvisti di peli acuti che terminano sopra la biforcazione senza raggiungerla, oppure da peli ottusi che terminano ben al di sotto della biforcazione. Le superfici stigmatiche confluiscono all'apice, mentre alla base sono separate in due distinte linee (lignee stigmatiche marginali[8]). Il polline è spinuloso.

- Antesi: da luglio a agosto.

Frutti. I frutti sono degli acheni con pappo. Gli acheni in genere sono provvisti di 5 fasci vascolari; la forma è ellissoide, spiralata o a sezione triangolare, spesso con coste sclerenchimatiche. Talvolta sono presenti dei condotti o delle cavità resinose. La superficie è glabra o ricoperta da peli ghiandolari. L'epidermide dell'achenio è provvista di grandi cristalli di ossalato di calcio, oppure di cristalli simili alla sabbia, oppure ne è priva. Il pappo è formato setole capillari su una sola riga. Lunghezza degli acheni: 1,5 mm.

## Biologia
Impollinazione: tramite insetti (impollinazione entomogama tramite farfalle diurne e notturne).

Riproduzione: la fecondazione avviene fondamentalmente tramite l'impollinazione dei fiori.

Dispersione: i semi cadono a terra e vengono dispersi soprattutto da insetti come formiche (disseminazione mirmecoria). Un altro tipo di dispersione è zoocoria: gli uncini delle brattee dell'involucro (se presenti) si agganciano ai peli degli animali di passaggio che portano così i semi anche su lunghe distanze. Inoltre per merito del pappo (se presente) il vento può trasportare i semi anche per alcuni chilometri (disseminazione anemocora).

## Distribuzione e habitat

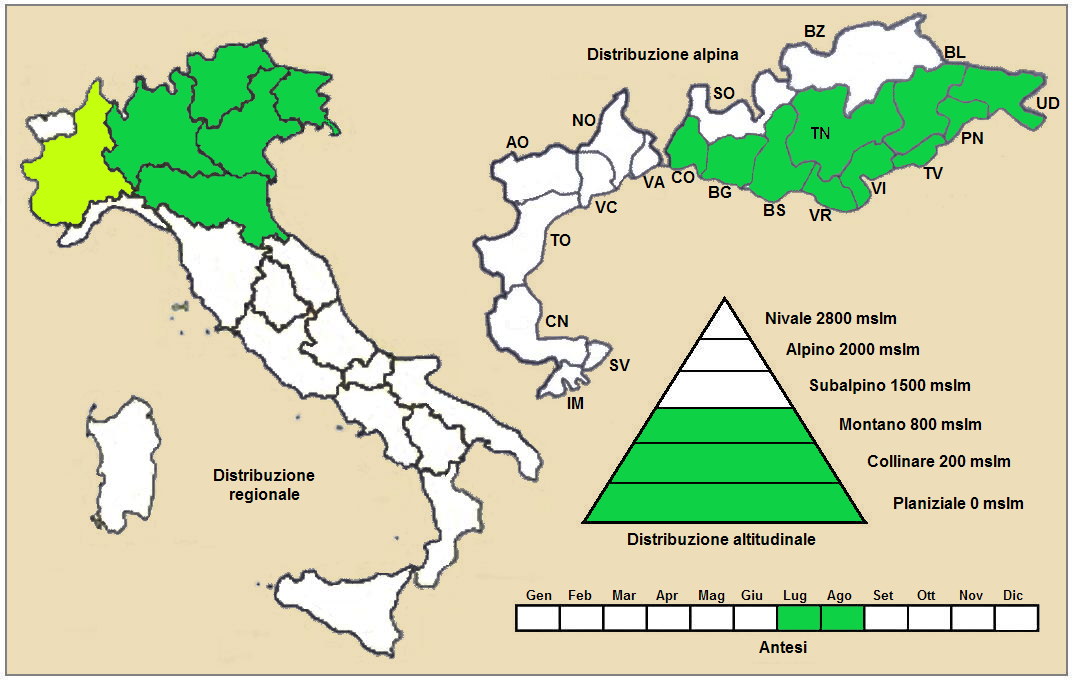
Distribuzione della pianta (Distribuzione regionale – Distribuzione alpina)

Geoelemento: il tipo corologico (area di origine) è  Sud Est Europeo - Pontico.

Distribuzione: in Italia questa specie si trova raramente al Nord. Nelle Alpi si trova al Centro e a Oriente. Fuori dall'Italia, sempre nelle Alpi, questa specie si trova in Austria e Slovenia. Sugli altri rilievi collegati alle Alpi è presente nelle Alpi Dinariche, Monti Balcani e Carpazi. Altrove si trova in Europa centrale e orientale fino all'Anatolia e Transcaucasia.

Habitat: l'habitat tipico per queste piante sono i prati aridi e steppici, i greti e le pietraie consolidate. Il substrato preferito è calcareo ma anche calcareo/siliceo con pH basico, bassi valori nutrizionali del terreno che deve essere arido. 

Distribuzione altitudinale: sui rilievi alpini, in Italia, queste piante si possono trovare fino a 1000 m s.l.m.; nelle Alpi frequentano quindi i seguenti piani vegetazionali: collinare e montano (oltre a quello planiziale). 

## Fitosociologia
Areale alpino
Dal punto di vista fitosociologico alpino la specie di questa voce appartiene alla seguente comunità vegetale:
Formazione: comunità a emicriptofite e camefite delle praterie rase magre secche
Classe: Festuco-Brometea
Areale italiano
Per l'areale completo italiano la specie di questa voce appartiene alla seguente comunità vegetale:
Macrotipologia: vegetazione delle praterie. 
Classe: Festuco valesiacae-brometea erecti
Ordine: Festucetalia valesiacae
Alleanza: Cirsio-brachypodion pinnati
Descrizione: questa alleanza (Cirsio-brachypodion pinnati) comprende praterie steppiche semi-aride (meso-xerofile) dominate da Brachypodium pinnatum e Bromus erectus, che si sviluppano su suoli profondi e calcarei in aree calde ed aride. La distribuzione dell'alleanza è relativa alle regioni sub-continentale dell'Europa centro-orientale, mentre In Italia è diffusa soprattutto sulle Alpi. Tradizionalmente queste praterie venivano pascolate in modo estensivo o sfalciate.
Altre alleanze e associazioni per questa specie sono:
- Saturejion subspicatae

## Sistematica
La famiglia di appartenenza di questa voce (Asteraceae o Compositae, nomen conservandum) probabilmente originaria del Sud America, è la più numerosa del mondo vegetale, comprende oltre 23.000 specie distribuite su 1.535 generi, oppure 22.750 specie e 1.530 generi secondo altre fonti (una delle checklist più aggiornata elenca fino a 1.679 generi). La famiglia attualmente (2021) è divisa in 16 sottofamiglie; la sottofamiglia Asteroideae è una di queste e rappresenta l'evoluzione più recente di tutta la famiglia.

### Filogenesi
La tribù Inuleae (comprendente le Inulinae) è una delle 21 tribù della sottofamiglia Asteroideae). Da un punto di vista filogenetico, la tribù Inuleae, all'interno della sottofamiglia, fa parte del gruppo "Helianthodae". La sottotribù Inulinae è caratterizzata dalla particolare pubescenza dello stilo e dagli acheni con cristalli di ossalato di calcio. Il genere Pentanema è caratterizzato da capolini in prevalenza eterogami, da foglie compatte, piatte con forme ellittiche e fiori gialli.
Nella pubblicazione "Flora d'Italia" le specie di Pentanema della flora italiana sono suddivise in tre gruppi. Pentanema ensifolium appartiene al gruppo caratterizzato da: fiori ligulati più grandi dell'involucro (sporgono all'esterno dell'involucro); foglie basali meno evidenti; diametro dei capolini di 1-5 cm; brattee esterne lanceolate con dimensioni ridotte; foglie cauline non abbraccianti il fusto.
I caratteri distintivi della specie  Pentanema ensifolium sono:
- i fusti sono verdi;
- le foglie sono lineari-lesiniformi con 3-5 nervi paralleli e apice acuto;
- i fiori ligulati sono lunghi 1,5 volte l'involucro.

Il numero cromosomico delle specie di questa voce è: 2n = 16.

### Sinonimi
Sono elencati alcuni sinonimi per questa entità:
- Aster ensifolius (L.) Scop.
- Helenium ensifolium  (L.) Kuntze
- Inula ensifolia  L.